# Grande Prêmio da Malásia de 2013
O Grande Prêmio da Malásia foi a segunda corrida da temporada 2013 de Fórmula 1. A prova foi realizada dia 24 de março no Circuito Internacional de Sepang

## Resultados

### Treino Classificatório
| Pos.   | Nu. | Piloto              | Construtor           | Q1        | Q2        | Q3        | Grid |
| ------ | --- | ------------------- | -------------------- | --------- | --------- | --------- | ---- |
| 1      | 1   | Sebastian Vettel    | Red Bull-Renault     | 01:37.899 | 01:37.245 | 01:49.674 | 1    |
| 2      | 4   | Felipe Massa        | Ferrari              | 01:37.712 | 01:36.874 | 01:50.587 | 2    |
| 3      | 3   | Fernando Alonso     | Ferrari              | 01:37.314 | 01:36.877 | 01:50.727 | 3    |
| 4      | 10  | Lewis Hamilton      | Mercedes             | 01:37.513 | 01:36.517 | 01:51.699 | 4    |
| 5      | 2   | Mark Webber         | Red Bull-Renault     | 01:37.619 | 01:36.449 | 01:52.244 | 5    |
| 6      | 9   | Nico Rosberg        | Mercedes             | 01:37.239 | 01:36.190 | 01:52.519 | 6    |
| 7      | 7   | Kimi Räikkönen      | Lotus-Renault        | 01:36.959 | 01:36.640 | 01:52.970 | 101  |
| 8      | 5   | Jenson Button       | McLaren-Mercedes     | 01:37.487 | 01:37.117 | 01:52.175 | 7    |
| 9      | 15  | Adrian Sutil        | Force India-Mercedes | 01:36.809 | 01:36.834 | 01:53.439 | 8    |
| 10     | 6   | Sergio Pérez        | McLaren-Mercedes     | 01:37.702 | 01:37.342 | 01:54.136 | 9    |
| 11     | 8   | Romain Grosjean     | Lotus-Renault        | 01:37.363 | 01:37.636 |           | 11   |
| 12     | 11  | Nico Hulkenberg     | Sauber-Ferrari       | 01:37.931 | 01:38.125 |           | 12   |
| 13     | 19  | Daniel Ricciardo    | Toro Rosso-Ferrari   | 01:37.722 | 01:38.822 |           | 13   |
| 14     | 12  | Esteban Gutiérrez   | Sauber-Ferrari       | 01:37.707 | 01:39.221 |           | 14   |
| 15     | 14  | Paul di Resta       | Force India-Mercedes | 01:37.493 | 01:44.509 |           | 15   |
| 16     | 16  | Pastor Maldonado    | Williams-Renault     | 01:37.867 | s/ tempo  |           | 16   |
| 17     | 18  | Jean-Éric Vergne    | Toro Rosso-Ferrari   | 01:38.157 |           |           | 17   |
| 18     | 17  | Valtteri Bottas     | Williams-Renault     | 01:38.207 |           |           | 18   |
| 19     | 22  | Jules Bianchi       | Marussia-Cosworth    | 01:38.434 |           |           | 19   |
| 20     | 20  | Charles Pic         | Caterham-Renault     | 01:39.314 |           |           | 20   |
| 21     | 21  | Max Chilton         | Marussia-Cosworth    | 01:39.672 |           |           | 21   |
| 22     | 19  | Giedo van der Garde | Caterham-Renault     | 01:39.932 |           |           | 22   |
| Fonte: |     |                     |                      |           |           |           |      |

Notas
- ↑1  — Kimi Räikkönen foi punido com a perda de 3 posições no grid por atrapalhar Nico Rosberg na classificação.

### Corrida
| Pos.   | Nu. | Piloto              | Construtor           | Voltas | Tempo/Retirado  | Grid | Pontos |
| ------ | --- | ------------------- | -------------------- | ------ | --------------- | ---- | ------ |
| 1      | 1   | Sebastian Vettel    | Red Bull-Renault     | 56     | 01:38:56.681    | 1    | 25     |
| 2      | 2   | Mark Webber         | Red Bull-Renault     | 56     | +4.298          | 5    | 18     |
| 3      | 10  | Lewis Hamilton      | Mercedes             | 56     | +12.181         | 4    | 15     |
| 4      | 9   | Nico Rosberg        | Mercedes             | 56     | +12.640         | 6    | 12     |
| 5      | 4   | Felipe Massa        | Ferrari              | 56     | +25.648         | 2    | 10     |
| 6      | 8   | Romain Grosjean     | Lotus-Renault        | 56     | +35.564         | 11   | 8      |
| 7      | 7   | Kimi Räikkönen      | Lotus-Renault        | 56     | +48.479         | 10   | 6      |
| 8      | 11  | Nico Hulkenberg     | Sauber-Ferrari       | 56     | +53.044         | 12   | 4      |
| 9      | 6   | Sergio Pérez        | McLaren-Mercedes     | 56     | +1:12.357       | 9    | 2      |
| 10     | 18  | Jean-Éric Vergne    | Toro Rosso-Ferrari   | 56     | +1:27.124       | 17   | 1      |
| 11     | 17  | Valtteri Bottas     | Williams-Renault     | 56     | +1:28.610       | 18   |        |
| 12     | 12  | Esteban Gutierrez   | Sauber-Ferrari       | 55     | +1 volta        | 14   |        |
| 13     | 22  | Jules Bianchi       | Marussia-Cosworth    | 55     | +1 Volta        | 19   |        |
| 14     | 20  | Charles Pic         | Caterham-Renault     | 55     | +1 Volta        | 20   |        |
| 15     | 21  | Giedo van der Garde | Caterham-Renault     | 55     | +1 Volta        | 22   |        |
| 16     | 20  | Max Chilton         | Marussia-Cosworth    | 54     | +2 Voltas       | 22   |        |
| 17     | 5   | Jenson Button†      | McLaren-Mercedes     | 53     | Abandono        | 7    |        |
| 18     | 19  | Daniel Ricciardo†   | Toro Rosso-Ferrari   | 51     | Abandono        | 13   |        |
| Ret    | 16  | Pastor Maldonado    | Williams-Renault     | 45     | Escapamento     | 16   |        |
| Ret    | 15  | Adrian Sutil        | Force India-Mercedes | 45     | Erro no pitlane | 8    |        |
| Ret    | 14  | Paul di Resta       | Force India-Mercedes | 22     | Erro no pitlane | 15   |        |
| Ret    | 3   | Fernando Alonso     | Ferrari              | 2      | Asa             | 3    |        |
| Fonte: |     |                     |                      |        |                 |      |        |

## Curiosidade

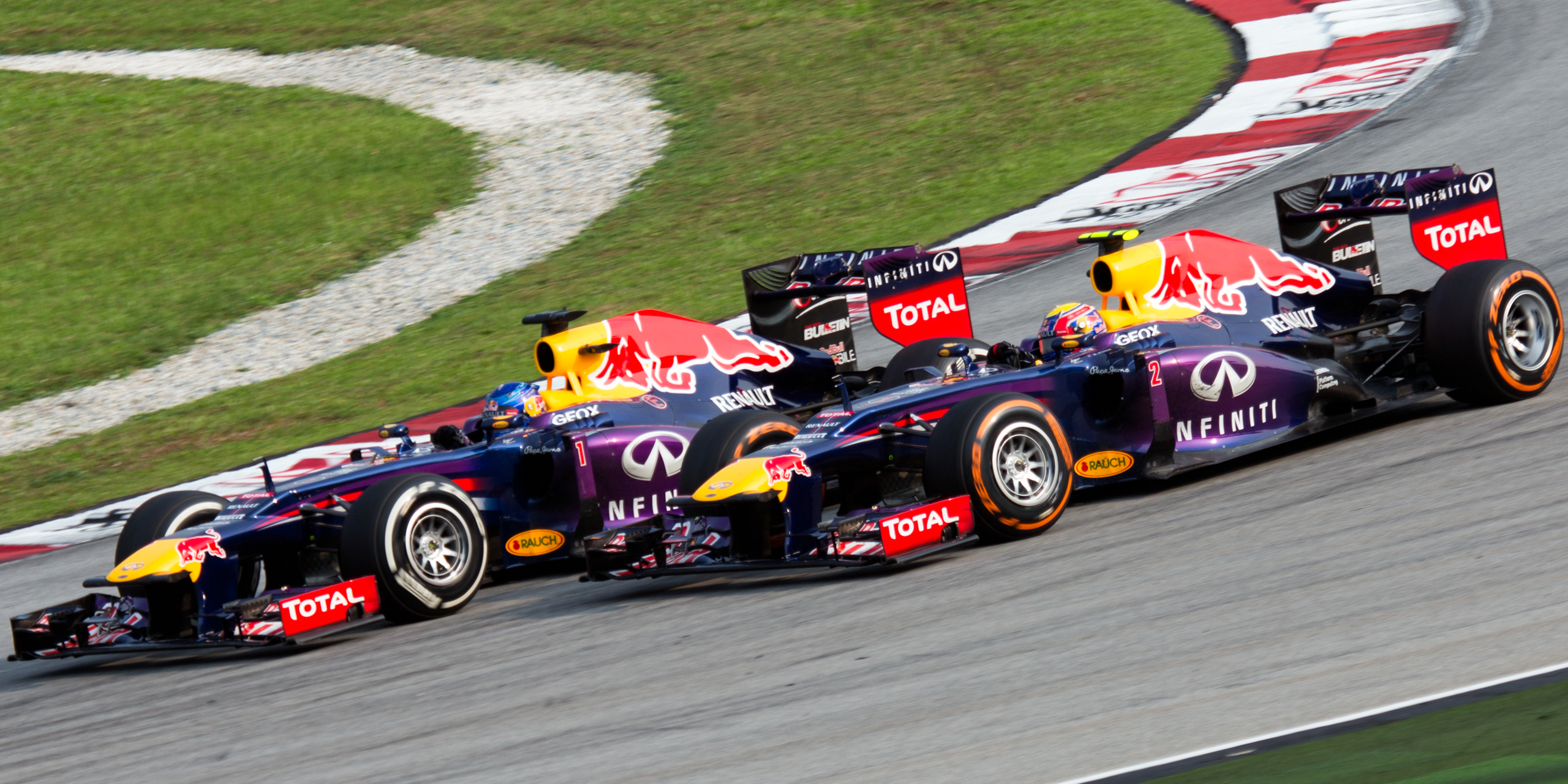
Mark Webber (direita) e Sebastian Vettel (esquerda) na disputa controversa da corrida.

- O Grande Prêmio que também foi palco da polemica entre Sebastian Vettel e Mark Webber. Vettel ignorou as ordens da RBR para Webber ganhar a corrida e ele passou o australiano nas voltas finais. Apesar da dobradinha, nada de festa. Pelo contrário, após a prova, o clima era dos piores. No rádio, a RBR  parabenizou Vettel pela vitória, mas disse que "precisava conversar". Ele havia ignorado ordens da equipe, que pediu para a dupla reduzir os giros do motor para poupar equipamento e pneus, e manter as posições. A atitude do alemão deixou Webber irritadíssimo. Na pista, ele já havia mostrado o dedo médio  para o companheiro ao ser ultrapassado. Depois, disparou contra Vettel e a equipe: "Protegido". Constrangido, o alemão admitiu o vacilo e pediu desculpas: "Cometi um grande erro". Após a corrida, saia justa entre Vettel, Webber e os funcionários da equipe austríaca. Vencedor, o alemão manteve o semblante sério na saída da pista. Conversou com o projetista Adrian Newey e depois ouviu as reclamações de Webber: "Multi 21 Seb, Multi 21", disse o australiano, referindo-se a um código estabelecido pela equipe para se comunicar via rádio. No pódio, o clima seguiu ruim. A dupla esboçou sorrisos constrangidos e sequer se cruzaram ao estourar o champanhe. A RBR também cancelou a tradicional foto da vitória com os funcionários da equipe.

## Tabela do campeonato após a corrida
Observe que somente as cinco primeiras posições estão incluídas na tabela.